# Potentilla hippiana
Potentilla hippiana är en rosväxtart som beskrevs av Johann Georg Christian Lehmann. Potentilla hippiana ingår i Fingerörtssläktet som ingår i familjen rosväxter.

## Underarter
Arten delas in i följande underarter:
- P. h. hippiana
- P. h. argyrea

## Bildgalleri

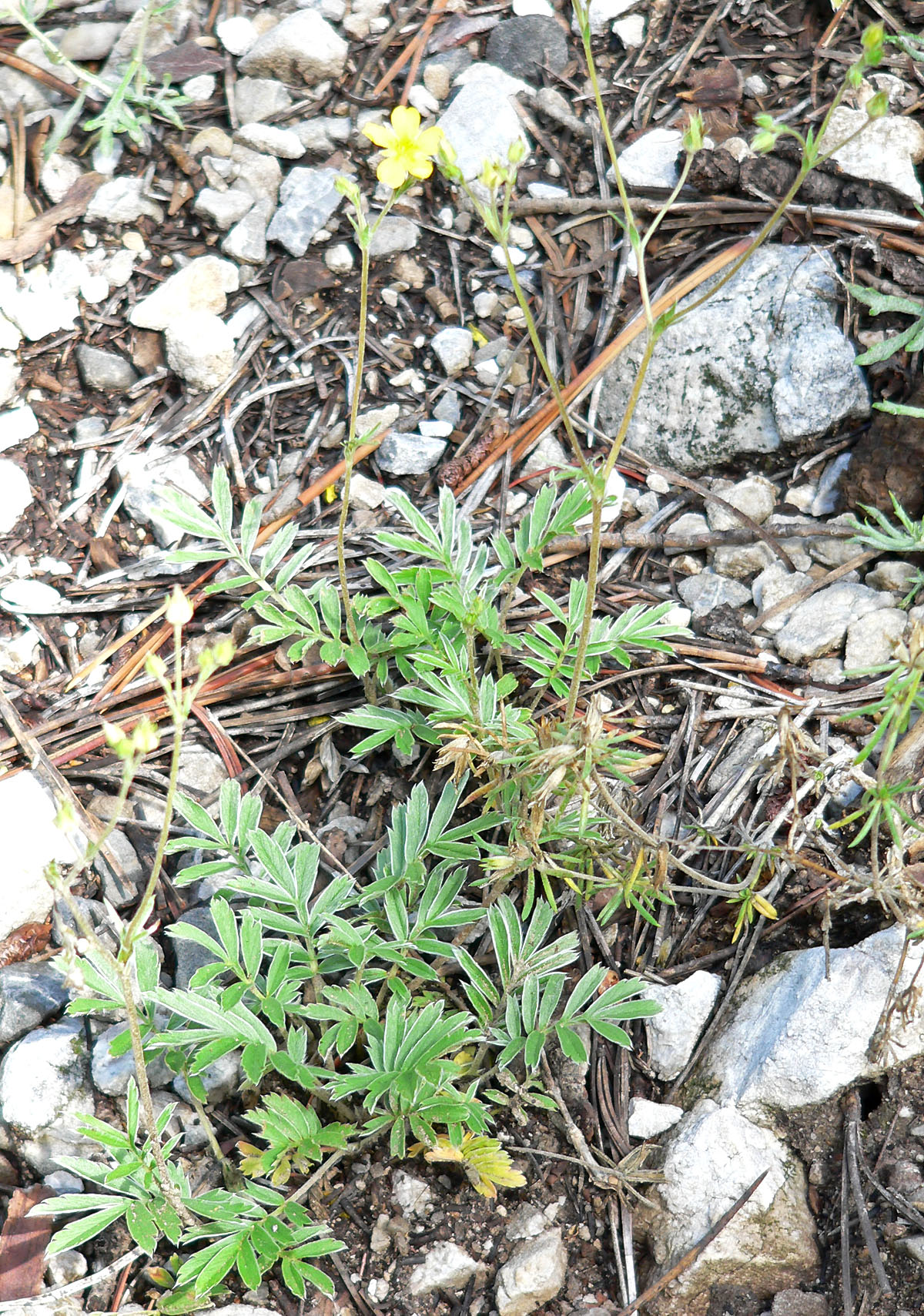
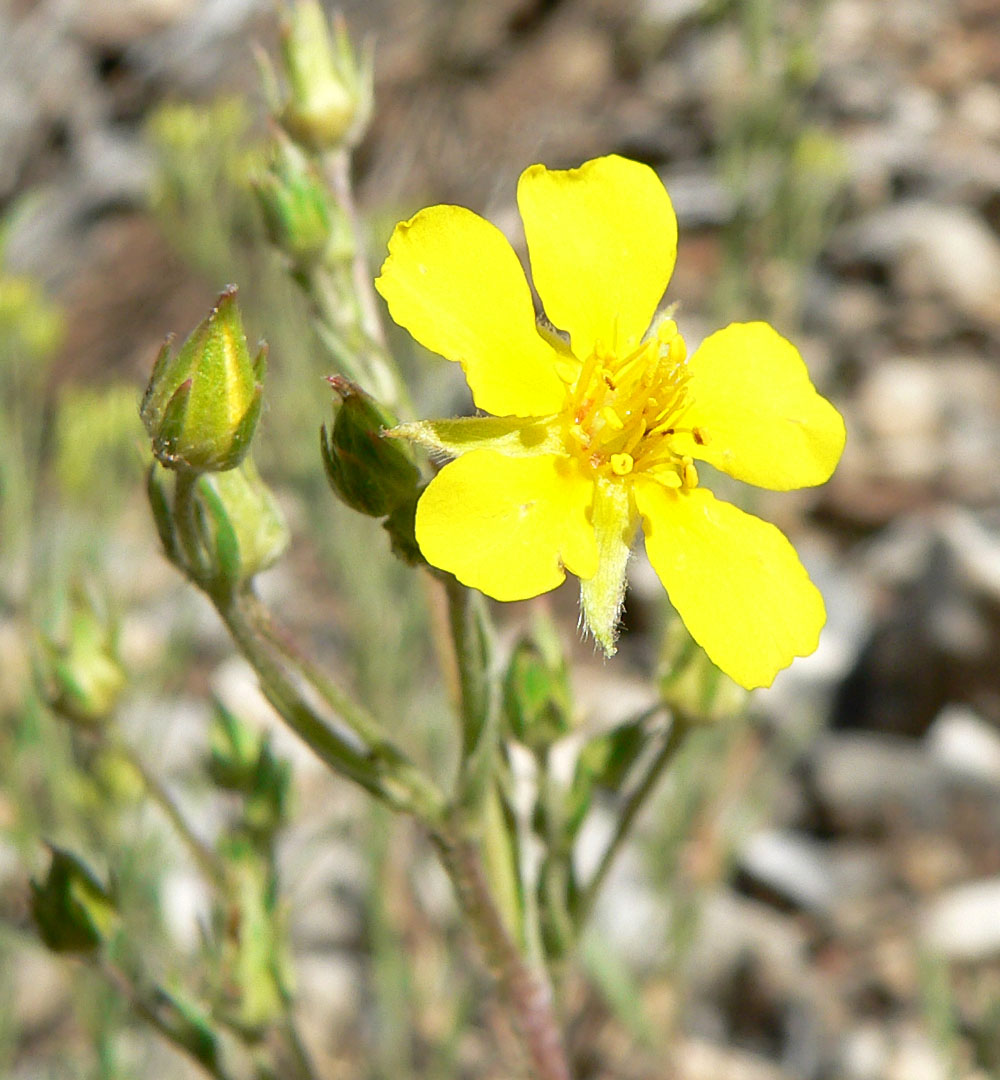
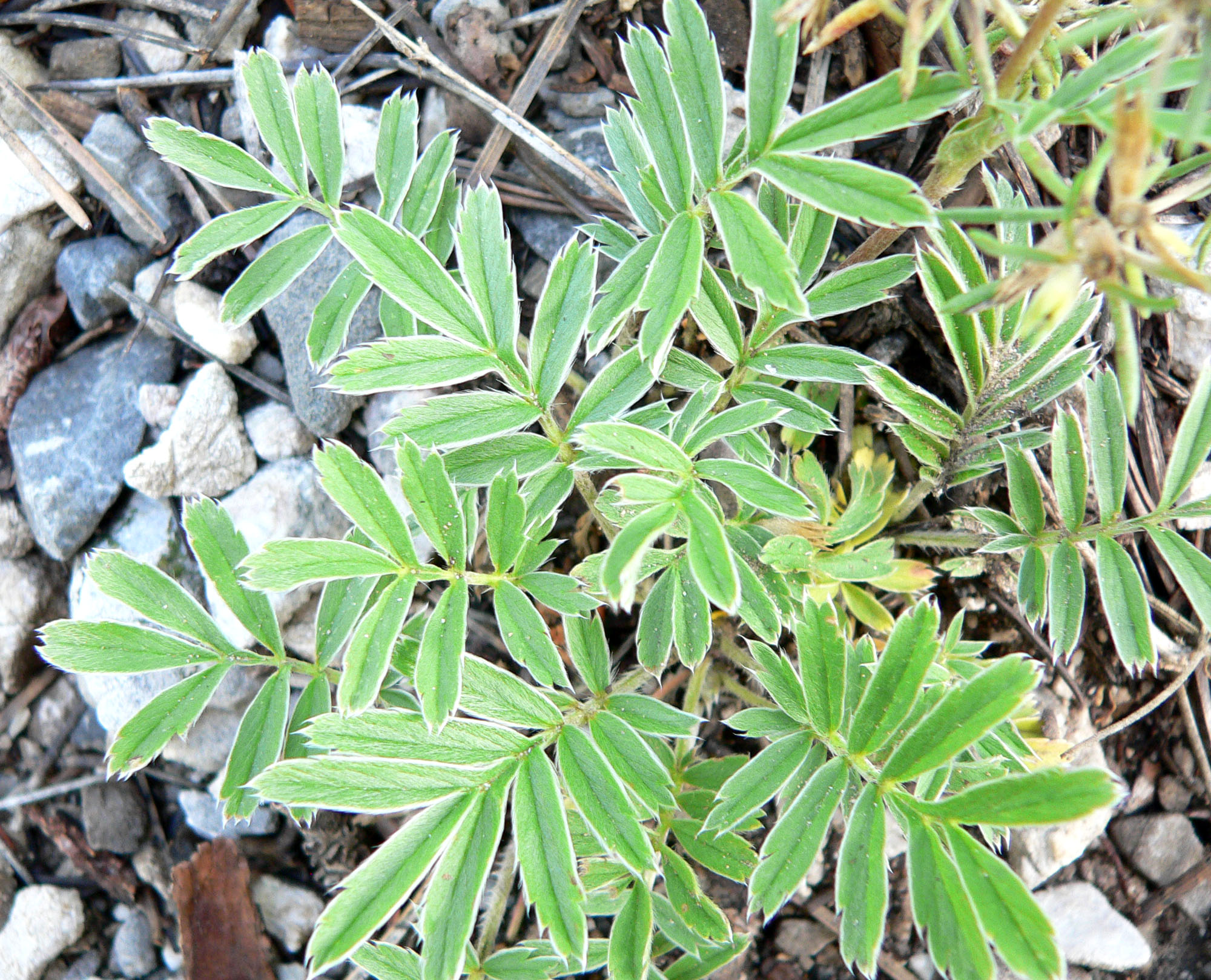
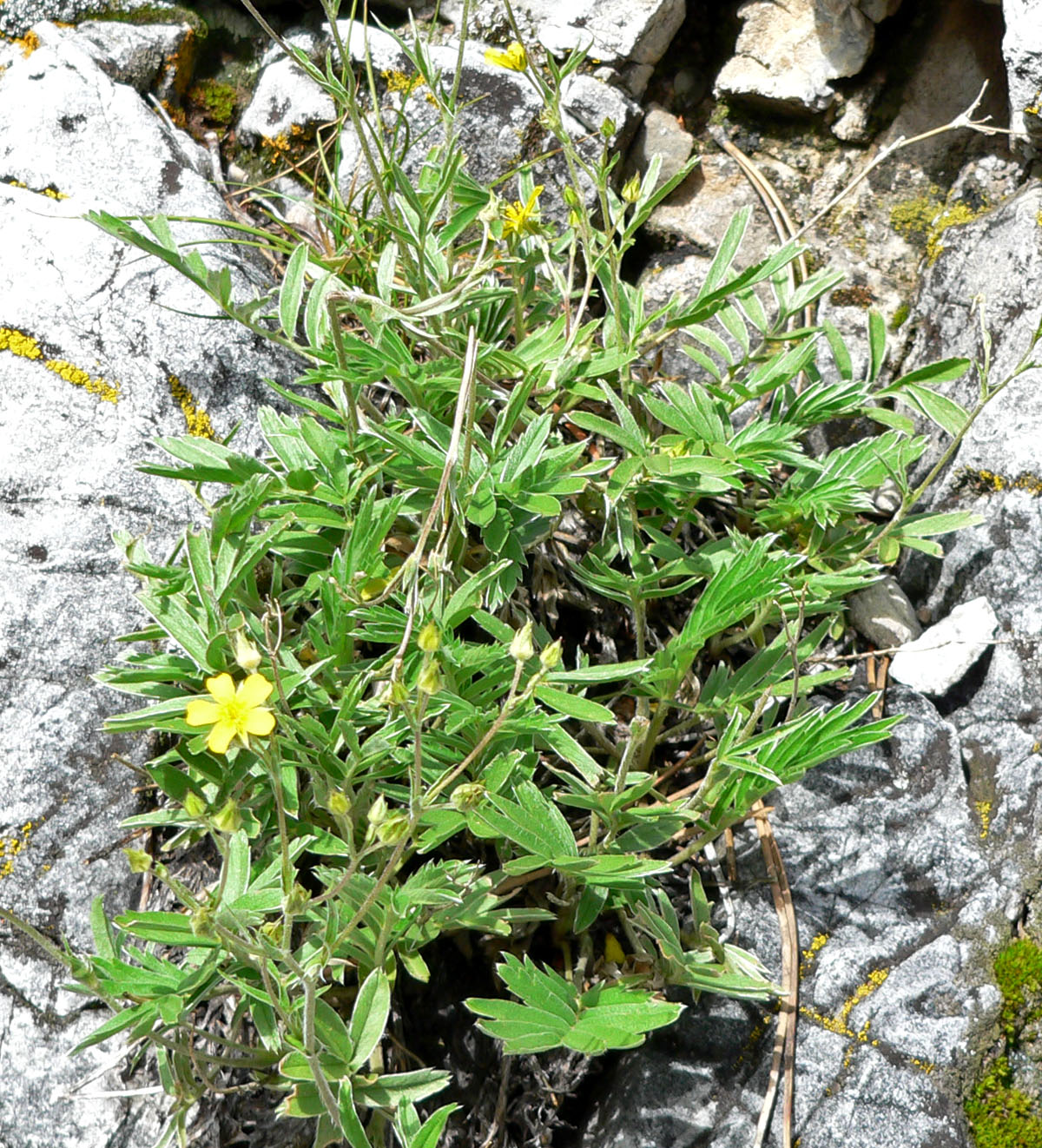
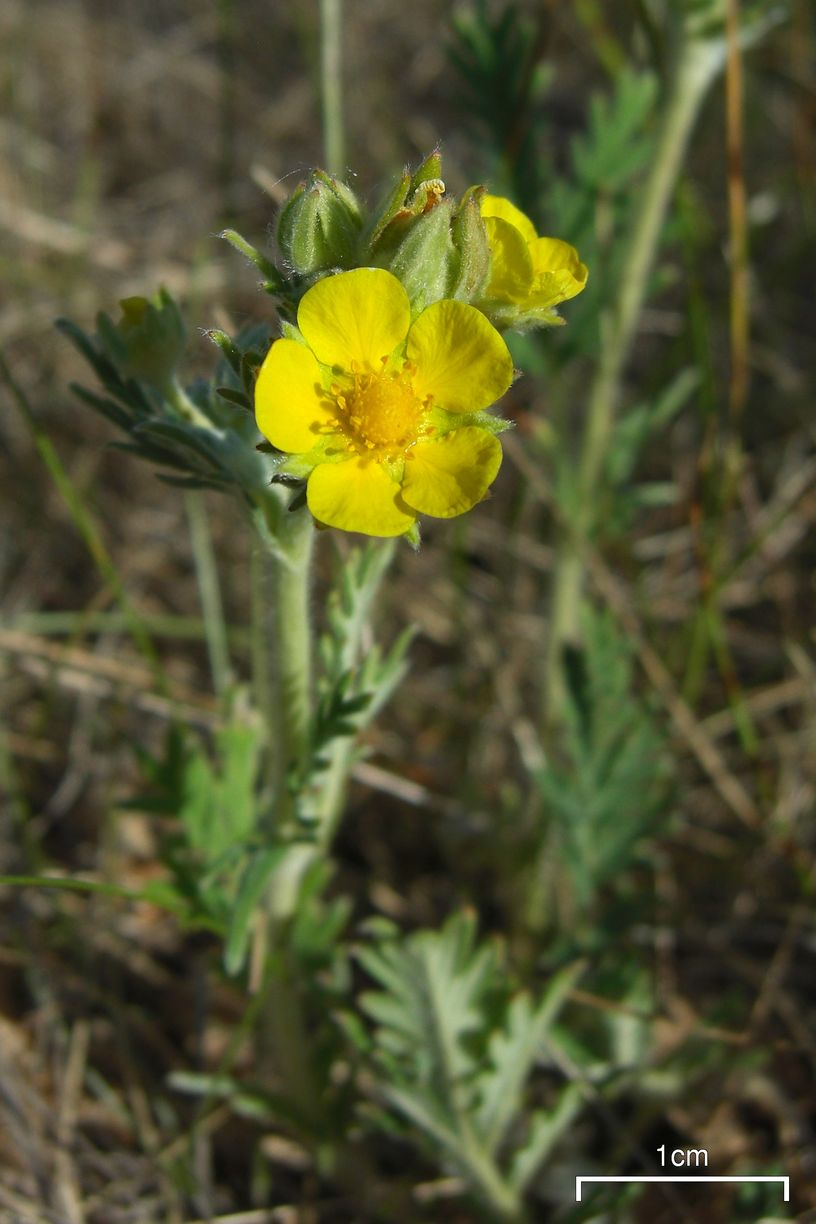